# Saint-Pryvé-Saint-Mesmin
Saint-Pryvé-Saint-Mesmin ist eine französische Gemeinde mit 6200 Einwohnern (Stand: 1. Januar 2022) im Département Loiret in der Region Centre-Val de Loire. Die Gemeinde liegt im Arrondissement Orléans und gehört zum Kanton Olivet. Die Einwohner heißen Pryvatain.

## Geografie
Saint-Pryvé-Saint-Mesmin liegt an der Loire, im Süden begrenzt der Fluss Loiret die Gemeinde. Die Nachbargemeinden sind: La Chapelle-Saint-Mesmin und Saint-Jean-de-la-Ruelle im Norden, Orléans im Nordosten, Saint-Jean-le-Blanc im Osten, Olivet im Süden und Südosten, Saint-Hilaire-Saint-Mesmin im Süden, Mareau-aux-Prés im Südwesten sowie Chaingy im Westen.
Durch die Gemeinde führt die Autoroute A71.

## Geschichte
1805 wurden die Orte Saint-Mesmin und Saint-Pryvé nach einer Entscheidung Napoleons zusammengelegt.

## Gemeindepartnerschaft
- Reinfeld, Schleswig-Holstein, Deutschland, seit 1994
- Codsall, Staffordshire (England), Vereinigtes Königreich, seit 1998

## Bevölkerungsentwicklung
| Jahr      | 1962 | 1968 | 1975 | 1982 | 1990 | 1999 | 2006 | 2018 |
| Einwohner | 2041 | 2168 | 2871 | 3150 | 5463 | 5609 | 5365 | 5939 |

## Sehenswürdigkeiten
- Abtei Saint-Mesmin de Micy, ehemaliges Benediktinerkloster, jetzt Karmelitinnenkloster
- Kirche Saint-Privat, errichtet 1865–1867
- Herrenhaus du Saussay (bzw. Maison des Quatres Tourelles), seit 2006 Monument historique
- Brücke Saint-Nicolas über den Loiret, errichtet im 17. Jahrhundert (1676), erstmalige Erwähnung einer solchen Brücke im 13. Jahrhundert

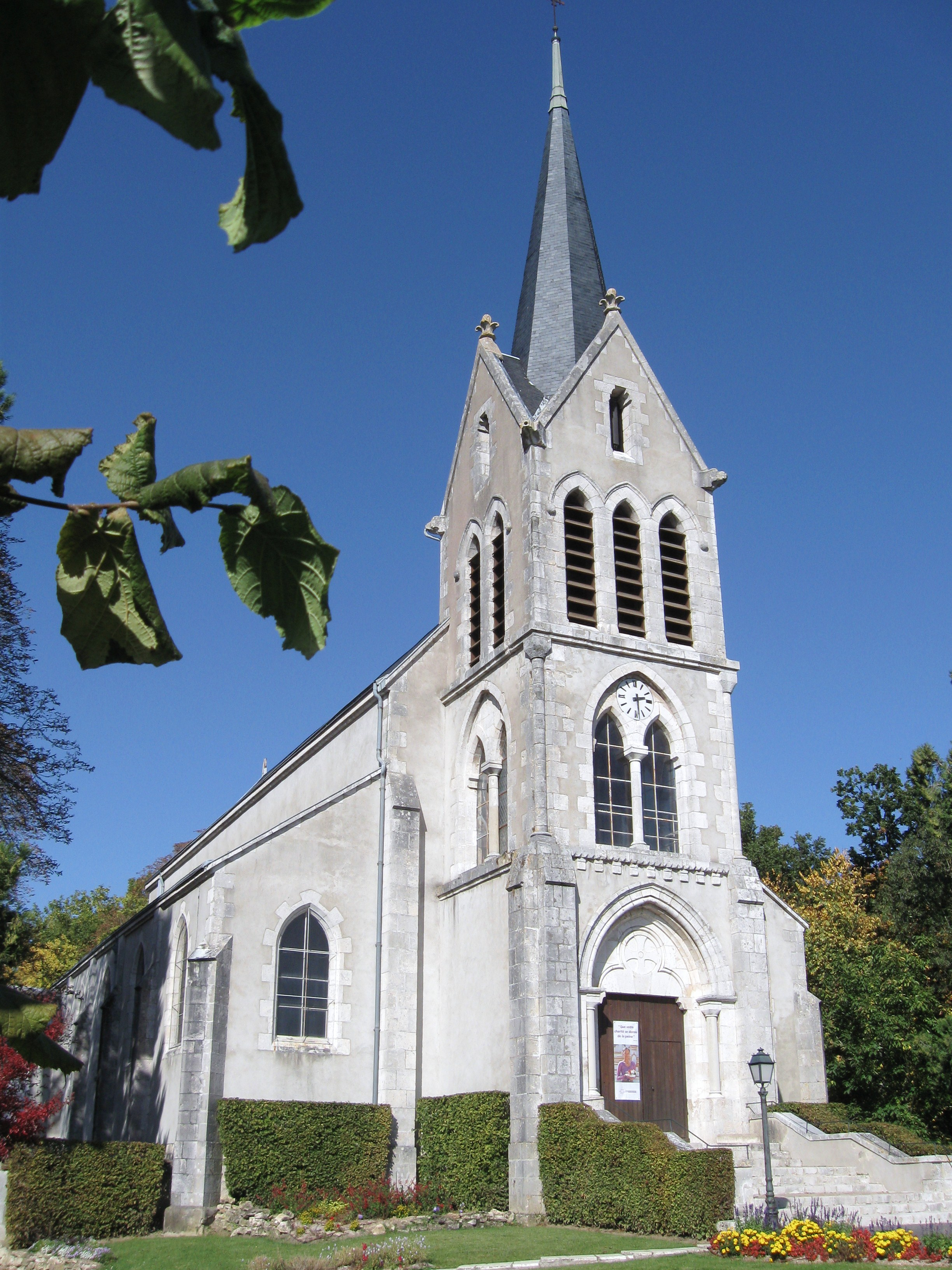
Kirche Saint-Privat

- Pont de l’Europe über die Loire